# Motorola 68k
Motorola 68k (detta anche m68k) è una famiglia di microprocessori CISC della Freescale Semiconductor.

## Microprocessori
Appartengono alla famiglia m68k i seguenti microprocessori:
prima generazione (16/32 bit)
- Motorola 68000
- Motorola 68EC000
- Motorola 68HC000
- Motorola 68008
- Motorola 68010
- Motorola 68012

seconda generazione (32 bit)
- Motorola 68020
- Motorola 68EC020
- Motorola 68030
- Motorola 68EC030

terza generazione (pipeline)
- Motorola 68040
- Motorola 68EC040
- Motorola 68LC040

quarta generazione (architettura superscalare) 
- Motorola 68060
- Motorola 68EC060
- Motorola 68LC060

altro
- Motorola CPU32 (Motorola 68330)
- Motorola Coldfire
- Motorola Dragonball